# ФК Андерлехт
ФК Андерлехт (RSC Anderlecht) је белгијски краљевски фудбалски клуб из Андерлехта, једне од 19 општина Брисела. Основан је 1908. као СК Андрелехт, а у РСК Андрерлехт је преименован 1933. године. Андерлехт је најуспешнији белгијски клуб у европским такмичењима (5 трофеја) као и у Првој лиги Белгије (34 титуле). Иако је клуб основан 1908. године, први трофеј је освојио тек после Другог светског рата (1947). Од тада, ниједну сезону нису завршили изван првих шест у Првој лиги Белгије. У првој лиги се налази од 1935. године.

## Успеси

### Национални
- Прва лига Белгије
  - Првак (34) :  1946/47, 1948/49, 1949/50, 1950/51, 1953/54, 1954/55, 1955/56, 1958/59, 1961/62, 1963/64, 1964/65, 1965/66, 1966/67, 1967/68, 1971/72, 1973/74, 1980/81, 1984/85, 1985/86, 1986/87, 1990/91, 1992/93, 1993/94, 1994/95, 1999/00, 2000/01, 2003/04, 2005/06, 2006/07, 2009/10, 2011/12, 2012/13, 2013/14, 2016/17.
- Куп Белгије
  - Освајач (9) :  1964/65, 1971/72, 1972/73, 1974/75, 1975/76, 1987/88, 1988/89, 1993/94, 2007/08.
- Лига куп Белгије
  - Освајач (3) :  1972/73, 1973/74, 1999/00.
- Суперкуп Белгије
  - Освајач (13) :  1985, 1987, 1993, 1995, 2000, 2001, 2006, 2007, 2010, 2012, 2013, 2014, 2017.

### Међународни
- Куп победника купова
  - Освајач (2) :  1975/76, 1977/78.
  - Финалиста (2) : 1976/77, 1989/90.
- УЕФА куп
  - Освајач (1) :  1982/83.
  - Финалиста (1) : 1983/84.
- УЕФА суперкуп
  - Освајач (2) :  1976, 1978.
- Куп сајамских градова
  - Финалиста (1) : 1969/70.

## Збирни европски резултати
Од 4. децембра 2012.
| Такмичење                    | ИГ  | П   | Н  | И   | ГД  | ГП  | ГР   |
| ---------------------------- | --- | --- | -- | --- | --- | --- | ---- |
| Европски куп / Лига шампиона | 180 | 68  | 39 | 73  | 266 | 272 | -6   |
| Куп победника купова         | 44  | 29  | 3  | 12  | 86  | 34  | +52  |
| УЕФА куп / Лига Европе       | 122 | 60  | 30 | 32  | 211 | 135 | +76  |
| Европски суперкуп            | 4   | 2   | 0  | 2   | 9   | 6   | +3   |
| Укупно                       | 350 | 159 | 72 | 119 | 572 | 447 | +125 |

ИГ = Играо утакмица; П = Победио; Н = Нерешено; И = Изгубио; ГД = Голова дао; ГП = Голова примио; ГР = Гол разлика 

## Постава из 2018.
Ажурирано: 9. август 2018.
| Бр. |                           | Позиција | Играч                    |
| --- | ------------------------- | -------- | ------------------------ |
| 1   | Белгија                   | Г        | Френк Бекс               |
| 3   | Велс                      | О        | Џејмс Лоренс             |
| 4   | Гамбија                   | О        | Бубакар Сане             |
| 5   | Украјина                  | С        | Јевген Макаренко         |
| 7   | Хондурас                  | С        | Анди Нахар               |
| 8   | Белгија                   | С        | Питер Геркенс            |
| 9   | Белгија                   | Н        | Ландри Димата            |
| 10  | Јапан                     | С        | Риота Мориока            |
| 11  | Зимбабве                  | Н        | Ноулеџ Мусона            |
| 12  | Француска                 | С        | Денис Апија              |
| 15  | Сједињене Америчке Државе | С        | Кени Саиф                |
| 16  | Француска                 | Г        | Томас Дидијон            |
| 17  | Србија                    | С        | Лука Аџић                |
| 19  | Хрватска                  | Н        | Иван Сантини             |
| 20  | Белгија                   | С        | Свен Кумс                |
| 22  | Белгија                   | О        | Елијас Кобо              |
| 25  | Француска                 | С        | Адријен Требел (капитен) |

| Бр. |                             | Позиција | Играч               |
| --- | --------------------------- | -------- | ------------------- |
| 30  | Холандија                   | Г        | Бој де Јонг         |
| 37  | Србија                      | О        | Иван Обрадовић      |
| 38  | Гана                        | Н        | Дауда Мохамед       |
| 39  | Демократска Република Конго | О        | Едо Кајембе         |
| 40  | Белгија                     | Н        | Франсис Амузу       |
| 41  | Гана                        | О        | Емануел Сова Адјеи  |
| 42  | Белгија                     | О        | Хан Делкроа         |
| 44  | Хрватска                    | О        | Антонио Милић       |
| 45  | Белгија                     | О        | Себастијан Борнов   |
| 47  | Мали                        | О        | Абдул Карим Данте   |
| 48  | Белгија                     | С        | Албер Самби Локонга |
| 52  | Белгија                     | Г        | Илијас Мута Себтауи |
| 55  | Босна и Херцеговина         | О        | Огњен Врањеш        |
| 56  | Белгија                     | С        | Алексис Салемакерс  |
| 77  | Албанија                    | С        | Кристал Абазај      |
| 99  | Белгија                     | С        | Закариа Бакали      |

## Листа Андерлехтових тренера
| - 1908-1910: Мет Сулингтон - 1910-1915: Чарлс Хјуард - 1920-1928: Вилијам Гровнинг - 1928-1936: Чарлс Хјуард - 1936-1938: Вилијем Дефур - 1938-1941: Емил Дефер - 1941-1945: Петер Рејџ - 1945-1946: Емил Дефер - 1946-1947: Џорџ Перино - 1947-1950: Ернст Смит - 1950-1960: Вилијам Гормли - 1960-1966: Пјер Синибалди - 1966-1967: Андрад Берез - 1967-1968: Арнолд Дерејмекер - 1968-1970: Норберто Хофлинг | - 1970-1971: Пјер Синибалди - 1971-1972: Џорџ Кеслер - 1972-1973: Џорџ Кеслер - 1973-1975: Урбан Бремс - 1975-1976: Ханс Крун - 1976-1979: Рејмонд Геталс - 1979-1980: Урбан Бремс - 1980-1982: Томислав Ивић - 1982-1983: Томислав Ивић - 1983-1985: Пол Ван Химст - 1986-1987: Ари Хан - 1987-1988: Џорџ Лекен - 1988-1989: Рејмонд Геталс - 1989-1992: Аад де Мос - 1992-1993: Лука Перузовић | - 1993-1995: Јохан Боскамп - 1995-1996: Хербер Њуман - 1996-1997: Јохан Боскамп - 1997-1998: Рене Вандерејкен - 1998-1999: Ари Хан - 1999-1999: Жан Докс - 1999-2002: Аиме Антенис - 2002-2005: Уго Брус - 2005-2007: Френки Веркутерен - 2007-2012: Аријел Јакобс - 2012-тренутно: Џон ван ден Бром |

## Председници
- Чарлс Рос (1908—1911)
- Тео Вербек (1911—1951)
- Алберт Розен (1951—1971)
- Констант Ванден Сток (1971—1996)
- Рожер Ванден Сток (1996—2018)
- Марк Куке (2018—данас)